# 索爾泰爾 (紐約州)
索爾泰爾（英語：Saltaire）是位於美國紐約州薩福克縣的村。

## 人口
根據2020年美國人口普查的數據，索爾泰爾的面積為0.74平方千米，當中陸地面積為0.60平方千米，而水域面積為0.13平方千米。當地共有人口113人，而人口密度為每平方千米153人。